# 双线裸胸鲹
双线裸胸鲹（学名：Caranx dinema）为鲹科鲹属的鱼类，俗名曳丝平鲹。分布于台湾岛等。该物种的模式产地在爪哇。